# Croton luzoniensis
Espèce
Croton luzoniensis est une espèce de plantes à fleurs du genre Croton et de la famille Euphorbiaceae présente aux Philippines (Luçon).
Il a pour synonymes :
- Croton drupaceus, Blanco, 1845
- Oxydectes luzoniensis, (Müll.Arg.) Kuntze